# Mantispa newmani
Mantispa newmani är en insektsart som beskrevs av Banks 1920. Mantispa newmani ingår i släktet Mantispa och familjen fångsländor. Inga underarter finns listade i Catalogue of Life.